# Valla-Ljóts saga
La Valla-Ljóts saga (che in italiano significa Saga di Liot da Vellir) è una saga degli Islandesi scritta in norreno in Islanda intorno al XIII-XIV secolo. L'autore, come per quasi tutte queste saghe, è sconosciuto.

## Traduzioni
- Valla-Ljot's saga. Translated by Paul Acker. In: Viðar Hreinsson (General Editor): The Complete Sagas of Icelanders including 49 Tales. Reykjavík: Leifur Eiríksson Publishing, 1997. Volume IV, pp. 131-147. ISBN 9979-9293-4-0.